# Honda Pilot
Le Honda Pilot est un modèle du constructeur automobile japonais Honda. Il s'agit du second SUV dessiné et fabriqué par Honda après le CR-V. Conçu pour le marché américain, ce véhicule reprend l'architecture de l'Acura MDX. Succès commercial avec plus de 100 000 ventes en 2004, ce SUV porte le nom de Honda MR-V au Moyen-Orient.

## Seconde génération (2008 - 2015)
Disponible en quatre finitions : LX, EX, EX-L et Touring ; le Honda Pilot seconde génération accueille le 3.5 litres V6 VTEC de 248 ch (190 kW) à 6 400 tr/min. Tous les modèles, traction ou transmission intégrale, disposent d'une boîte automatique à cinq vitesses.
Nouvelle calandre et nouvel intérieur, le Honda Pilot présente une climatisation automatiques trois zones et un hayon motorisé redessiné. Le levier de vitesse trouve maintenant sa place entre les sièges avant alors qu'il se trouvait au volant sur la génération précédente.

## Troisième génération (depuis 2015)
Comparé à son prédécesseur plus carré, l'extérieur est plus profilé et a une zone de traînée inférieure de 10 %. Les feux stop et feux arrière à LED standard, les feux de jour à LED (DRL) sur les niveaux de finition EX et supérieurs, et les phares à LED avec commutation automatique des feux de croisement sur le nouveau modèle Elite ont tous été ajoutés à l'extérieur. De plus, le niveau de finition Pilot's Elite a ajouté des luxes, notamment des sièges capitaine arrière chauffants, des sièges avant ventilés et un toit panoramique. Ces changements ont réduit le nombre de places assises du pilote de huit à sept. Les roues en alliage sont devenues courantes.